# Temple mormon de Boston
Le temple mormon de Boston est un temple de l’Église de Jésus-Christ des saints des derniers jours situé à Belmont, près de Boston dans l’État du Massachusetts, aux États-Unis. Il a été inauguré le 1er octobre 2000.